# K-9 Thunder
El K-9 Thunder (en coreano: K9 자주포, Obús autopropulsado K-9) es un obús autopropulsado surcoreano de 155 mm construido y desarrollado por la ex Samsung Techwin, hoy Hanwha, para el Ejército de tierra surcoreano. Construido para complementar y con el tiempo reemplazar a los sistemas K55 y K55A1 actualmente en servicio con las tropas surcoreanas. Los obuses K-9 operan en grupos junto al vehículo de reaprovisionamiento automatizado K-10 que es una de las variantes del K-9 junto al obús autopropulsado fabricado bajo licencia en Turquía, el T-155 Firtina (Tormenta).

## Historia
El desarrollo de una pieza de artillería, similar a la de los estándares OTAN (de 155 mm/52 calibres), se empezó desde 1989. Corea del Sur diseñó el K9 de acuerdo a los requerimientos propios pensados para enfrentar a Corea de Norte. Debía tener la agilidad para operar en las escarpadas montañas coreanas y por ello se diseñó con una suspensión hidroneumática para moverse por terreno rocoso y agreste. Inspirado en el M109 Paladin se necesitaba que fuera más rápido, por lo que se equipó con un motor más potente y que le da una autonomía mayor. Además cuenta con mejor blindaje y con un cargador automático que permite reducir en dos personas la tripulación y a la vez permite una buena cadencia de fuego. No puede disparar en movimiento, pero puede entrar en posición de disparo en solo un minuto. Todo ello le debe permitir huir del fuego de contrabateria, protegerlo de los disparos enemigos y ser capaz de descargar rápidamente y de modo preciso la mayor potencia de fuego.
El ejército surcoreano se decidió por el K9 ya que aunaba movilidad, su rápido tiempo de entrada  en posición y su capacidad para realizar ráfagas de disparos breves pero precisas y luego retirarse rápidamente para desplegarse en nuevas posiciones de disparo para evitar el fuego de contrabatería norcoreano. Con el K9 se esperaba contar con un obus que permitiera hacer frente a la poderosa artillería norcoreana.
En 1996 el primer prototipo de este nuevo modelo de obús autopropulsado y sus sistemas empezarían a ser probados por los militares surcoreanos. El contrato para los nuevos sistemas de obuses autopropulsados K-9 se le asignó a la firma Samsung Aerospace Industries (SSA) por parte del gobierno surcoreano el 22 de diciembre de 1998. El Ejército surcoreano recibió sus primeras unidades del K-9 en el año de 1999, y aún no se han programado pedidos adicionales, siendo la segunda nación en desplegarlo; algo inusual, dado que Turquía fue quien primeramente adquirió los derechos de producción sobre dicho obús.
Varios de los K-9 se vieron involucrados en el incidente armado entre ambas naciones de la península coreana en la isla de Yeonpyeong el día 23 del mes de noviembre del año 2010.

## Características generales
El K-9 Thunder es un obús autopropulsado de 155 mm de desarrollo totalmente autóctono. Su estructura está hecha de planchas de acero blindado soldado, que le permite soportar el impacto directo de proyectiles de 14,5 mm, esquirlas de proyectiles de 152 mm, así como las ondas expansivas y esquirlas provenientes de la explosión de minas antipersona.

### Armamento
El armamento principal consta de un obús de 155 mm, con una caña de 52 calibres de longitud y un alcance máximo de 40 km. Las innovaciones tecnológicas en cuanto a los subsistemas de movilidad incluyen un motor de 1000 hp con posibilidades de ser incrementados en caso de ser necesario y una suspensión hidroneumática, uno de los requerimientos más demandados por el alto mando del Ejército surcoreano dadas las duras condiciones montañosas del territorio de la península coreana.
Se le ha diseñado con el objetivo de ser una de las partes indispensables del arma de artillería surcoreana, con importantes y esperadas mejoras sobre su movilidad a campo traviesa y resistencia, así como en el incremento de sus capacidades. Con un alcance de tiro de 40 km, ofrece una gran movilidad sobre su contraparte norteamericana, un mayor alcance efectivo (incluso pudiendo usar proyectiles de los arsenales de la OTAN de ser necesario), una alta cadencia de fuego, y una muy incrementada sobrevivencia en entornos hostiles, así como su rápido despliegue, disparo, y retirada del teatro de operaciones. En caso de contrafuego de artillería, las posibilidades de acertarle a una batería de estas características son bajas, dada su velocidad de reacción ya que en caso de ser requerido se puede usar en tácticas de despliegue-repliegue. Aparte de todo esto, el blindado dispone de medidas de protección en entornos de combate ABQ.
El K9 es capaz de disparar en modo MRSI (Impacto simultáneo de múltiples disparos). En este modo MRSI puede disparar tres proyectiles en menos de 15 segundos. Cada uno viaja en diferentes trayectorias para que todos los proyectiles impacten simultáneamente en su objetivo.

### Selección de blancos
El K-9 dispone de la habilidad de disparar sus propios proyectiles en el modo "tiempo-del-blanco" (del inglés: TOT). En esta modalidad de disparo, el K-9 es capaz de abrir fuego con tres disparos consecutivos en tan solo 15 segundos (tardando por cada proyectil un aproximado de 5 segundos) en diferentes trayectorias, incluso permitiendo que cada disparo de estos impacte el mismo blanco o a otro diferente al mismo tiempo. A esta capacidad se le denomina Impactos Múltiples Simultáneos (del inglés: Multiple Round Simultaneous Impact).

## Componentes

### Vehículo de artillería K-9
El modelo original está armado con un obús de 155 mm, con una carga de 48 proyectiles iniciales en su parte central. Cuenta a su vez con un cargador automático que toma las municiones almacenadas en el compartimiento de carga y las coloca en su posición de carga, proveyendo datos a la computadora balística para seleccionar el proyectil a usar de acuerdo al tipo de blanco.
Dispone del bus de datos MIL-1553, lo que le permitiría una interoperatividad con equipos similares de la OTAN en caso de ser necesario. Cuenta además con sistemas de azimut, rotación y elevación de la firma Honeywell, pudiendo a su vez hacer la gestión integral de datos, selección de blancos, solución de impactos y aciertos mediante la computadora central, así como la optimización del desempeño general del sistema. De esta variante solo hay 68 unidades operativas.

### Vehículo de reaprovisionamiento K-10 (K-10 ARV)

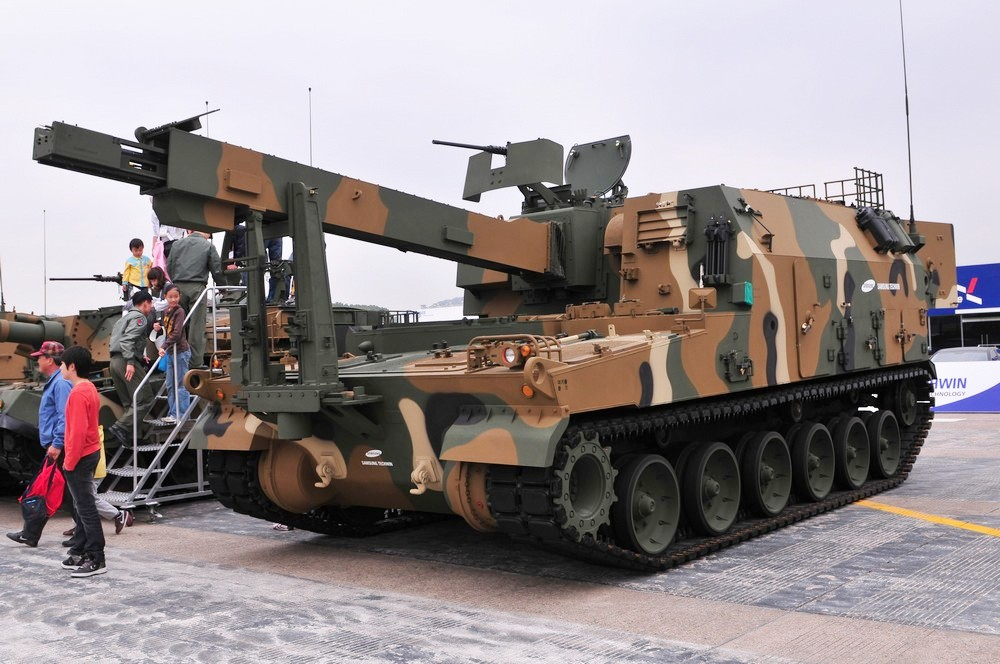
Vehículo de reaprovisionamiento de munición K10.

El K-10 es una variante de recarga automática, basada en el chasis del K-9 y que comparte algunos de los elementos motrices del K-9 Thunder. Conserva la movilidad del K-9 y puede seguir a las unidades principales de artillería sin la necesidad de permanecer tras las líneas de ataque. La cadencia máxima de recarga es de 12 proyectiles por minuto, con una capacidad de transporte estimada en 104 proyectiles con su respectiva carga propulsora.
El proceso de recarga es totalmente automatizado. Es llevada a cabo mediante una correa de traspaso de munición extendida entre un K-10 y un K-9, que se asegura en un agujero de recepción que se halla atrás del casco del K-9. Esto posibilita al K-9 reabastecerse en condiciones normales de combate sin que sus tripulantes tengan que exponerse al fuego enemigo.

## Historia operativa
Durante el bombardeo de Yeonpyeong el 23 de noviembre de 2010, seis unidades del K-9 de la Infantería de Marina de la República de Corea abrieron fuego hacia Corea del Norte desde el sur. Los motores de estos K-9 se vieron dañados por el líquido anticongelante utilizado.
Recientemente, en una nueva serie de ejercicios militares, las baterías de artillería surcoreana emplazaron sus K-9 Thunder para advertir a las tropas norcoreanas sobre las posibles represalias a las que podrían verse enfrentadas si se volvía a presentar un escenario de ataque en contra del sur por parte del norte.

## Exportaciones
El K9 ha vendido unas 1.700 unidades a siete países: Corea del Sur, Turquía, Polonia, Finlandia, India, Noruega, Estonia. Australia fue el octavo cliente del K9. El primer país al cual el conglomerado Samsung Techwin vendió el K-9 fue Turquía. Turquía recibió su primer lote de K-9 y la licencia para producir localmente este sistema en el año 2004, en un acuerdo que llega a los 1000 millones de dólares. La variante turca es denominada T-155 Fırtına. Se espera que la fuerza por desplegar alcance las 300 unidades en el 2011.
El K-9 fue uno de los competidores del programa de reemplazo de obuses autopropulsados (Self Propelled Howitzer en inglés) de los Regimientos de artillería del Ejército de Australia, más exactamente en el 17º Regimiento, teniendo que competir con el PzH 2000 de la compañía alemana Krauss-Maffei Wegmann. Además la versión K9A2 se ofrece al programa Mobile Fires Platform del Ejército Británico destinado a adquirir 116 unidades.

## Usuarios

Mapa de los operadores actuales del K9 (están señalados en azul los actuales).

### Actuales
Corea del Sur
- Ejército de la República de Corea

- K9
- K10

- Infantería de Marina de la República de Corea

- K9
- K10

Serán en total unas 1136 unidades del K9 y unas 179 del K10 a producirse.
 Polonia
- Con unos 120 chasis que montarán las torretas de su sistema AHS Krab.[16][17]

 India
- Un total de 100 unidades serán producidas por Larsen & Toubro para el Ejército de la India.[18][19]

 Turquía - 150
- Rebautizado como T-155 Firtina.[20]

 Finlandia
- Finlandia ha estado negociando sobre la adquisición de unidades del K9 Thunder con el fin de reemplazar algunas de sus más obsoletas piezas de artillería.[21][22][23][24] Las Fuerzas de Defensa de Finlandia anunciaron el 17 de febrero del 2017 la compra de 48 Obuses K9, iniciando las entregas ese mismo año.[25][26]

### Futuros
Estonia
Como parte del programa de desarrollo para mejorar el equipo militar, Estonia adquirirá al menos 12 K9 que se espera que lleguen en 2021.
 Noruega
- Noruega ha mostrado un interés especial en renovar su artillería autopropulsada envejecida, y está negociando con el gobierno de Corea del Sur el reemplazar sus M109A3GNM con los K9 Thunder.[27]

### Desarrollos relacionados
- K2 Black Panther
- K1 (carro de combate)
- AHS Krab
- T-155 Fırtına

### Vehículos similares
- PZH-2000
- Obús autopropulsado M108
 Obús autopropulsado M109
 Obús autopropulsado M110
  Obús autopropulsado NLOS
- AMX MK F3
- Sholef
- OTO Melara Palmaria (artillería)
- Tipo 99
- 2S19 Msta
- T-155 Fırtına
- SSPH Primus
- G6 Rhino